# 剑叶耳草
剑叶耳草（学名：Hedyotis caudatifolia）为茜草科耳草属下的一个种。

## 扩展阅读
- 維基物種上的相關：剑叶耳草